# Monumento Liberazione
O Monumento Liberazione é um monumento em homenagem a Força Expedicionária Brasileira, localizado em Monte Castelo,Itália.

## História
Na década de 90, ocorreu um crescimento celebrativo em território italiano em relação à guerra, o período conturbado em sua política, principalmente com a Cosa nostra, buscando criar uma onda da patriotismo.
A pedra fundamental foi lançada em 1999, sendo que o monumento foi projetado para homenagear os 50 anos do término da Segunda Guerra Mundial, em 1995.